# Księstwo opawskie
Księstwo opawskie (czes. Knížectví opavské; niem. Herzogtum Troppau; łac. Ducatus Oppaviensis) – historyczne księstwo śląskie leżące nad rzeką Opawą, ze stolicą w Opawie.

## Historia
Księstwo utworzył w 1269 Przemysł Ottokar II wydzielając z ziem Margrabstwa Moraw dzielnicę dla swojego syna z pozamałżeńskiego związku z Agnieszką z Kuenringu – Mikołaja. Ziemia ta zamieszkiwana była przez potomków Golęszyców, a głównymi ośrodkami były Opawa oraz Hradec nad Moravicí z nowo wybudowanym gotyckim zamkiem.
W latach 1308–1311 księstwo opawskie przypadło jako zastaw księciu śląskiemu Bolesławowi III. W 1311 król czeski Jan Luksemburski za 8000 grzywien wykupił zastaw, a w 1318 uznał prawa syna Mikołaja Mikołaja II do sukcesji księstwa opawskiego.
W 1336 zmarł bezpotomnie książę raciborski Leszek. Schedę po nim z woli Jana Luksemburskiego otrzymał Mikołaj II. W 1337 Mikołaj II połączył księstwo opawskie z raciborskim – powstało księstwo raciborsko-opawskie. W 1377 Jan Przemyślida podzielił schedę po Mikołaju pomiędzy siebie i braci. Opawszczyzna przypadła w udziale Wacławowi oraz Przemkowi jako braciom niedzielnym. Około 1381 Wacław zmarł, a Przemek został księciem udzielnym Opawy. W 1456 zmarł ostatni z władców Opawszczyzny z dynastii Przemyślidów Ernest opawski, a schedę po nim objął przywódca ruchu husyckiego, przyszły król czeski, Jerzy z Podiebradów. Po nim schedę objął syn Wiktoryn z Podiebradów (1443–1500), jednakże w 1485 księstwo opawskie zostało inkorporowane do Królestwa Czeskiego. Wcześniej w 1480 księstwo utraciło kontrolę nad kluczem fulneckim (m.in. Suchdol nad Odrou, Vražné, Kujavy, Hladké Životice, Vrchy). Odtąd dobra fulneckie tworzyły morawski cypel na lewym, wcześniej opawskim brzegu Odry. W latach 1506–1528 księciem opawskim był Kazimierz II cieszyński – po jego śmierci księstwo ponownie zostało inkorporowane do Królestwa czeskiego.
W 1613 król Czech Maciej Habsburg ustanowił księciem opawskim Karola z Liechtensteinu. Karol z Liechtensteinu w 1622 został księciem karniowskim i połączył oba księstwa w księstwo opawsko-karniowskie. W wyniku wojny trzydziestoletniej Karniów został poważnie zniszczony, a księstwo spustoszone.
W dalszych latach pretensje do Karniowa wnosił król pruski Fryderyk II Wielki, który uważał, że księstwo zostało bezprawnie odebrane jego przodkom z rodu Hohenzollernów. Spór rozszerzył się na cały Śląsk, co doprowadziło do wybuchu wojen śląskich. W ich wyniku dawne księstwo karniowskie zostało podzielone pomiędzy Prusy (część północna z Głubczycami) i Austrię (część południowa z Karniowem). W 1763 Karniów wszedł w skład Śląska Austriackiego, stanowiącego autonomiczną prowincję złożoną z pozostałych przy Austrii ziem śląskich. Spowodowało to szybki upadek znaczenia politycznego i administracyjnego Karniowa, ponieważ wszystkie urzędy księstwa karniowskiego przeniesiono do Opawy. W 1849 ostatecznie przestano używać nazwy księstwo karniowskie, natomiast coraz częściej zaczęto określać tereny byłego księstwa karniowsko-opawskiego Śląskiem Opawskim. W 1918 zostało włączone do Czechosłowacji.
Oficjalny tytuł książąt Liechtensteinu do dzisiaj brzmi: Książę Liechtensteinu, Książę Opawski i Karniowski, Hrabia Rietbergu, Senior Domu Liechtenstein.